# Liste der Monuments historiques in Mathaux
Die Liste der Monuments historiques in Mathaux führt die Monuments historiques in der französischen Gemeinde Mathaux auf.

## Liste der Immobilien
| Bezeichnung       | Beschreibung | Standort              | Kennzeichnung | Schutzstatus | Datum | Bild           |
| ----------------- | ------------ | --------------------- | ------------- | ------------ | ----- | -------------- |
| Kirche St-Quentin | 1761 erbaut  | Rue de l’École (Lage) | PA00078152    | Classé       | 1982  | weitere Bilder |

## Liste der Objekte
| Bezeichnung                    | Beschreibung                                                                                | Standort                        | Kennzeichnung | Schutzstatus | Datum | Bild |
| ------------------------------ | ------------------------------------------------------------------------------------------- | ------------------------------- | ------------- | ------------ | ----- | ---- |
| Kanzel                         | Holz, 18. Jahrhundert; demontiert                                                           | in der Kirche St-Quentin (Lage) | PM10001186    | Classé       | 1983  |      |
| Skulptur Madonna mit Kind      | Kalkstein, farbig gefasst, 16. Jahrhundert                                                  | in der Kirche St-Quentin (Lage) | PM10001176    | Classé       | 1961  |      |
| Skulptur Heiliger Sebastian    | Holz, farbig gefasst, 16. Jahrhundert                                                       | in der Mairie (Lage)            | PM10001178    | Classé       | 1961  |      |
| Kommuniontisch                 | Schmiedeeisen, 18. Jahrhundert                                                              | in der Kirche St-Quentin (Lage) | PM10001181    | Classé       | 1961  |      |
| Beichtstuhl                    | Holz, 18. Jahrhundert                                                                       | in der Kirche St-Quentin (Lage) | PM10001185    | Classé       | 1983  |      |
| Triumphkreuz                   | Holz, farbig gefasst, 18. Jahrhundert                                                       | in der Kirche St-Quentin (Lage) | PM10001182    | Classé       | 1961  |      |
| Skulptur Petrus                | Holz, farbig gefasst, 17. Jahrhundert                                                       | in der Mairie (Lage)            | PM10001179    | Classé       | 1961  |      |
| Chorgestühl                    | Holz, 18. Jahrhundert                                                                       | in der Kirche St-Quentin (Lage) | PM10001183    | Classé       | 1961  |      |
| Chorschranke                   | Schmiedeeisen, Kupfer, vergoldet, 18. Jahrhundert; Verbleib unbekannt                       | in der Kirche St-Quentin (Lage) | PM10001175    | Classé       | 1913  |      |
| Skulptur Heiliger Quintinus    | Kalkstein, farbig gefasst, 16. Jahrhundert                                                  | in der Kirche St-Quentin (Lage) | PM10001177    | Classé       | 1961  |      |
| Wandvertäfelung des Chorraums  | Holz, 18. Jahrhundert; abgebaut und im nördlichen Querschiff deponiert                      | in der Kirche St-Quentin (Lage) | PM10001187    | Classé       | 1983  |      |
| Sessel und zwei Stühle         | Holz, 19. Jahrhundert; 2000 gestohlen                                                       | in der Kirche St-Quentin (Lage) | PM10003590    | Inscrit      | 1985  |      |
| Gemälde Christus in der Kelter | Ölfarbe auf Leinwand, 17. Jahrhundert; aus dem Kloster Basse-Fontaine in Brienne-la-Vieille | in der Kirche St-Quentin (Lage) | PM10001174    | Classé       | 1908  |      |
| Hauptaltar                     | Altartisch und Tabernakel; Holz, farbig gefasst und vergoldet, 18. Jahrhundert              | in der Kirche St-Quentin (Lage) | PM10001180    | Classé       | 1961  |      |
| Zwei Leuchter                  | Bronze, 17. Jahrhundert                                                                     | in der Mairie (Lage)            | PM10001184    | Classé       | 1961  |      |